# مضناك جفاه مرقده

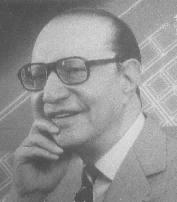

مضناك جفاه مرقده هي قصيدة للشاعر أحمد شوقي. كتبها على بحر "المتدارك"، ويتكون المتدارك من أربع تفعيلات في كل شطر، فيكون مجموع تفعيلاته في البيت الواحد ثمانية. غنى هذه القصيدة العديد من المطربين العرب أهمهم عادل مأمون والفنان محمد عبد الوهاب.

## أبيات القصيدة
يقول أحمد شوقي:

## الملاحظات
1. ↑  ضُبطت كلمة "حُرَقًا" بضم الحاء في كتاب "أحمد شوقي شاعر الأمراء وأمير الشعراء"[3]
2. ↑  جاء في المصدر السابق لفظ "ويُتعِبُهُ" بدلًا من "ويتبَعُهُ".

## وصلات خارجية
- مضناك - محمد عبد الوهاب
- صفحة أحمد شوقي على موقع أبجد
- قصائد أحمد شوقي على موقع أدب